# Ben Osborn
Benjamin Jarrod Osborn, detto Ben (Derby, 5 agosto 1994) è un calciatore inglese, centrocampista del Derby County.

## Caratteristiche tecniche
È un centrocampista centrale.

## Carriera

### Club
Ha giocato nella prima e nella seconda divisione inglese.

### Nazionale
Ha giocato nelle nazionali giovanili inglesi Under-18, Under-19 ed Under-20.